# Pierre Waldeck-Rousseau

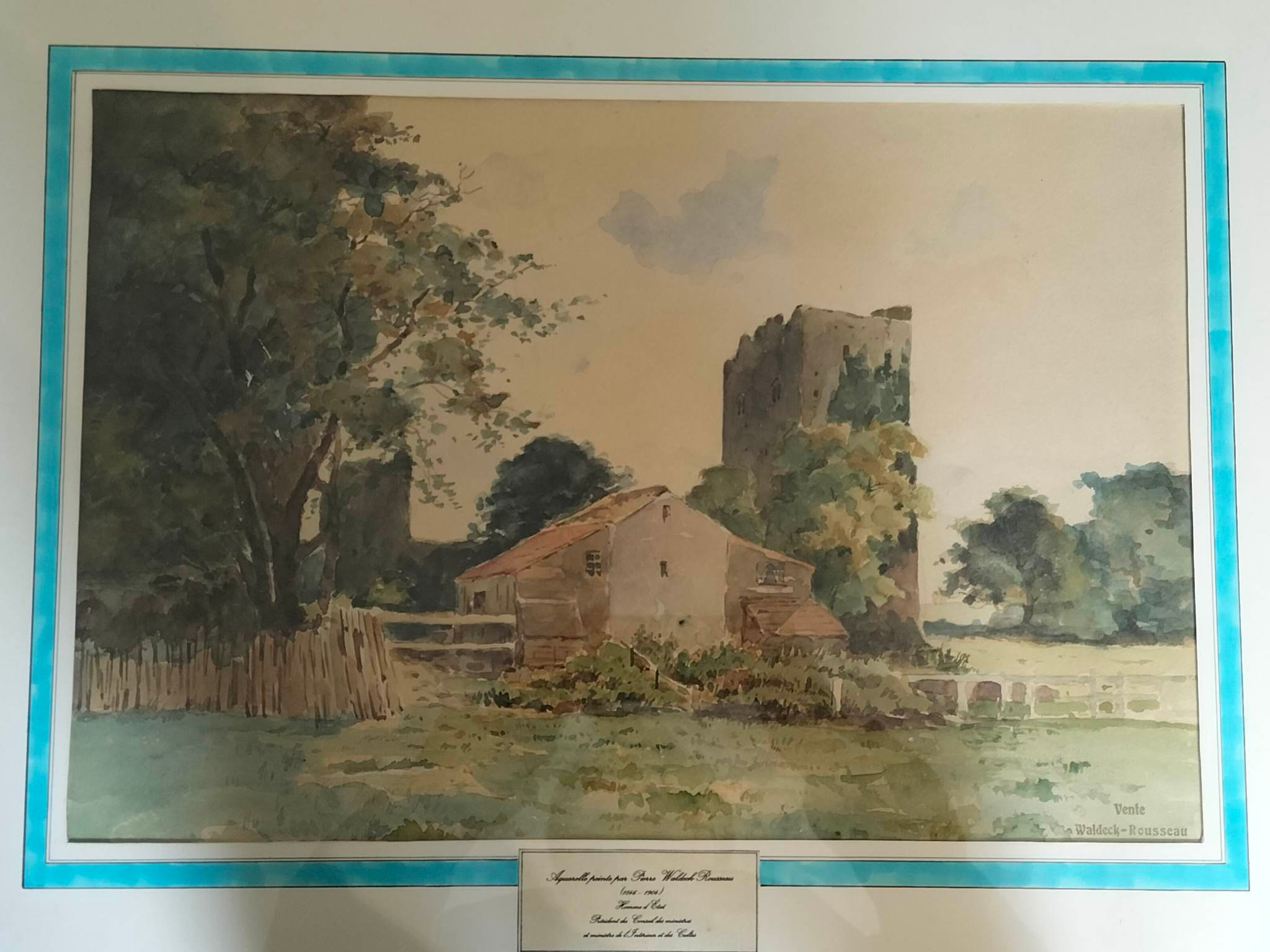
Waldeck Rousseau festménye

Pierre Marie René Ernest Waldeck-Rousseau (Nantes, 1846. december 2. – Corbeil-Essonnes, 1904. augusztus 10.) francia jogász, politikus, a Harmadik Francia Köztársaság 36. miniszterelnöke.

## Pályafutása
Kispolgári, republikánus családban született. Poitiers-ben tanult jogot, és Párizsban doktorált üzleti és pénzügyi jogból. Saint-Nazaire bíróságán bejegyzett ügyvéd volt, és a l’Avenir republikánus újság szerkesztésében is részt vett. 1873-ban Rennes-be költözött. 1879 és 1882 között Rennes várost képviselte a nemzetgyűlésben. Többször javasolta, hogy engedélyezzék a civil szervezetek és társaságok alapítását, mert az érvényben lévő törvény tiltotta.  
Az alig 35 éves képviselőre bízták a belügyi tárcát Léon Gambetta kormányában 1881. november 14-én. Jules Ferry második kormányában is a belügyekért felelős miniszter volt 1883. február 23. és 1885. április 6. között. 1883 októberében, már belügyminiszterként nyújtott be törvénytervezetet a parlamentben, amely engedélyezné a kölcsönös segélyező és biztosító társaságok létrehozását. A törvényjavaslatot csak 1901. június 22-én emelte törvényerőre a szenátus.  
1884.  március 21-én megszavaztatta a szakszervezetek alapításának jogát is. 1885 tavaszán megbukott Jules Ferry kormánya, Waldeck-Rousseau elhagyta a politikai élet színterét és visszavonult szülővárosába. 1889-ben újra ügyvédként volt jelen Párizsban. 1894-ben Loire megye szenátorává választották.
1899. június 22-én Émile Loubet köztársasági elnök kormányalakításra kérte fel. A republikánusoknak szükségük volt olyan politikusra, akire nem vetett árnyékot a Panama-csatorna körüli korrupciós botrány, és aki elvetette a nacionalizmust. 
1902. június 3-án lemondott betegsége, hasnyálmirigyrák, miatt. Émile Combes vette át a kormány irányítását. 

## Publikációi
- Questions sociales (1900)
- Associations et congrégations (1901)
- La défense républicaine (1902)
- Rapport sur les opérations des sociétés de secours mutuels pendant l'année 1899 (1902)
- Politique française et étrangère (1903)
- Action républicaine et sociale (1903)
- Pour la République: 1883–1903
- L'État et la liberté (1906)

## Kapcsolódó szócikk
- Franciaország miniszterelnökeinek listája